# 希特瑙
希特瑙（德語：Hittnau）是瑞士联邦苏黎世州普费菲孔区的市镇。该市镇面积为12.95平方千米，海拔高度640米，2018年12月31日人口数为3,683。

## 外部連結
- 希特瑙官方网站 （页面存档备份，存于） （德文）